# Rockstar New England
Rockstar New England (precedentemente nota come Mad Doc Software) è un'azienda statunitense produttrice di videogiochi, di proprietà della Rockstar Games. Fondata nel 1999 da Ian Lane Davis ad Andover, nel Massachusetts, è stata acquistata da Rockstar Games il 4 aprile 2008, assumendo quindi il nome Rockstar New England.

## Storia

### Mad Doc Software
La società è stata fondata nel 1999 da Ian Lane Davis, il primo videogioco sviluppato è stato Star Trek Armada II, pubblicato nel 2001 da Activision.
Nell'anno successivo sviluppa il gioco Jane's Attack Squadron e l'espansione The Art of Conquest, per il videogioco Empire Earth. Nel 2003 sviluppa un'altra espansione, Legends of Aranna, stavolta per il videogioco della Microsoft Game Studios Dungeon Siege.
Nel 2005 ha sviluppato per la Vivendi Universal il videogioco Empire Earth II e nel 2007 il seguito Empire Earth III, quest'ultimo pubblicato da Sierra Entertainment. Sempre nel 2007 collabora con il Dipartimento della Difesa degli Stati Uniti d'America nella creazione di un sistema di navigazione autonomo.
Nel 2008 la società viene commissionata da Rockstar Games per lo sviluppo dell'edizione Bully: Scholarship Edition del videogioco Canis Canem Edit.

### Rockstar New England
Il 4 aprile 2008 Rockstar Games annuncia ufficialmente di aver acquistato la Mac Doc Software, rinominandola Rockstar New England e mantenendone la sede principale.
Sin dalla sua acquisizione, la società non ha più lavorato ad un proprio titolo, limitandosi ad offrire supporto agli altri studi della Rockstar. Nel 2012 ha collaborato alla realizzazione del videogioco Max Payne 3 come parte di Rockstar Studios.

## Videogiochi sviluppati

### Come Mad Doc Software
| Videogioco                            | Anno di pubblicazione | Piattaforme                 | Note                                  |
| ------------------------------------- | --------------------- | --------------------------- | ------------------------------------- |
| Star Trek: Armada II                  | 2001                  | Microsoft Windows           |                                       |
| Jane's Attack Squadron                | 2002                  | Microsoft Windows           |                                       |
| Empire Earth: The Art of Conquest     | 2002                  | Microsoft Windows           | Espansione di Empire Earth            |
| Dungeon Siege: Legends of Aranna      | 2003                  | Microsoft Windows, macOS    | Espansione di Dungeon Siege           |
| Empire Earth II                       | 2005                  | Microsoft Windows           |                                       |
| Empire Earth II: The Art of Supremacy | 2006                  | Microsoft Windows           | Espansione di Empire Earth II         |
| Star Trek: Legacy                     | 2006                  | Xbox 360, Microsoft Windows |                                       |
| Empire Earth III                      | 2007                  | Microsoft Windows           |                                       |
| Bully: Scholarship Edition            | 2008                  | Xbox 360, Microsoft Windows | Rimasterizzazione di Canis Canem Edit |

### Come Rockstar New England
| Videogioco  | Anno di pubblicazione | Piattaforme                                | Note                           |
| ----------- | --------------------- | ------------------------------------------ | ------------------------------ |
| Max Payne 3 | 2012                  | PlayStation 3, Xbox 360, Microsoft Windows | Come parte di Rockstar Studios |